# Церковь Покрова Пресвятой Богородицы (Перхушково)
Це́рковь Покрова́ Пресвято́й Богоро́дицы — православный храм в селе Перху́шково Одинцовского городского округа Московской области. Относится к Одинцовскому благочинию Одинцовской епархии Русской православной церкви. Объект культурного наследия федерального значения.

## История
В конце XVI века село Перхушково принадлежало боярину Нагому, дяде жены Ивана Грозного. В 1601 году Семён Нагой отдал четверть своих владений Лужецкому монастырю. На этой земле и была построена деревянная церковь Покрова Пресвятой Богородицы с приделом святителя Николая. В писцовых книгах 1627 года записано: «В селе на монастырской земле — церковь Покров Пресвятыя Богородицы да предел Николы Чудотворца древена, клецки: а в церкви образы и книги и ризы и колокола и всякое церковное строение вотчинника и приходных людей…».
Последним владельцем села из потомков рода Нагих был Александр Черкасский. В 1743 году он обратился к духовным властям за разрешением построить вместо обветшавшего храма новый, тоже из дерева, с приделом святителя Николая. По Указу императрицы Елизаветы Петровны и определению Московской духовной консистории в сентябре 1746 года протопоп кремлёвского Успенского собора Феодор Мартемьянов освятил новую церковь.
Строительство каменной церкви в селе Перхушково велось усилиями следующего владельца усадьбы — полковника Михаила Яковлева. В 1758 году он подал прошение в Московскую духовную консисторию с просьбой разрешить постройку каменного храма в честь Покрова Пресвятой Богородицы с приделом святителя Николая. Но в процессе строительства стало ясно, что новые размеры храма позволяют устроить в нём уже три придела. Поэтому в 1763 году он пишет новое прошение, в котором докладывает о завершении строительства каменного храма и просит освятить приделы в честь Спаса Нерукотворного, святителя Николая Чудотворца и святителя Димитрия Ростовского.
Во время нашествия Наполеона церковь была осквернена и разграблена, иконы, ценная утварь и ризничные вещи из серебра похищены, позолоченные резные иконостасы повреждены. Внутри храма французы устроили конюшню. После изгнания французских захватчиков церковь была вновь отремонтирована и освящена.
В 1863—1868 годах храм был перестроен. Он утратил первоначальную форму равноконечного креста и стал прямоугольным. Основное здание соединили с колокольней «для распространения тёплой церкви». В 1876 году центральный объём расписали живописным письмом. Ещё через три года, по проекту московского архитектора И. С. Семёнова, была надстроена колокольня. Звон состоял из семи колоколов.
В августе 1886 года, в память освобождения крестьян от крепостной зависимости Александром II, в левом крыле главного алтаря был освящён придел св. благоверного князя Александра Невского. По описанию 1887 года престолы в храме посвящались: Покрову Пресвятой Богородицы, Александру Невскому, Казанской иконе Божией Матери и святителю Николаю, что осталось неизменным до настоящего времени.
В 1884 году в селе Перхушково была открыта земская больница. В 1891 году при больнице построена деревянная часовня по проекту архитектора Ф. О. Богдановича. Священники Покровского храма окормляли Перхушковский приют для хронических больных и детские ясли.
В мае 1930 года местные власти попытались закрыть храм. Общине верующих была объявлена огромная сумма страхового взноса, возникшая вследствие неправильной страховой оценки церковного здания. Верующие опротестовали сумму взноса во ВЦИК и смогли доказать свою правоту. Храм закрыли лишь в начале 1941 года, но не успели разорить.
В 1944 году в Совет по делам Русской православной церкви поступило ходатайство от православной общины села Перхушкова и окрестных деревень об открытии храма. Это обращение было поддержано Председателем ВЦИК М. И. Калининым, после чего в Покровской церкви возобновились регулярные богослужения.
В 1960 году постановлением Совета Министров РСФСР от 30.08.1960 № 1327 (приложение 1) церкви Покрова вместе с соседней усадьбой Герцена был присвоен охранный статус памятника архитектуры федерального значения.
В 2004 году в новом здании Перхушковской больницы был создан домовый больничный храм в честь целителей бессребреников Косьмы и Дамиана Римских. Первая служба совершилась 14 июля 2004 года, на престольный праздник маленького храма. С тех пор и по настоящее время службы в больничном храме проходят еженедельно.
15 июня 2014 года во время грозы в барабан главки храма ударила шаровая молния. Произошло частичное разрушение барабана. Оперативно прибывшие на место реставраторы и сотрудники МЧС сделали заключение о том, что существует серьёзная угроза обрушения креста и его основания в условиях ухудшающейся погоды (гроза, дождь, порывистый ветер). С целью устранения опасности для жизни людей и предотвращения дальнейшего разрушения храма было принято решение о срочном демонтаже всего навершия храма, включая сохранившуюся часть барабана, маковку и крест.
По состоянию на 2015 год при храме действует детская и взрослая воскресные школы, дети принимают постоянное участие в богослужении в составе детского хора.

## Архитектура
С архитектурной точки зрения церковь представляет собой центрический ярусный храм в стиле позднего барокко с колокольней. Изначально крестчатое в плане, здание впоследствии приобрело прямоугольную форму в результате застройки закрестовий пониженными объёмами. Над средокрестием расположен световой четверик, который венчает ярусная главка. С западной стороны к храму примыкает трёхъярусная колокольня. Церковь украшена спаренными пилястрами, кое-где рустованными, и плоскими наличниками. Верхний ярус колокольни построен с заметным влиянием русского стиля.

## Духовенство
- Настоятель храма — священник Сергий Золотов